# Палмейра (Брага)
Палмейра (порт. Palmeira; МФА: [paɫ.ˈmɐj.ɾɐ]) — парафія в Португалії, у муніципалітеті Брага. Розташована в північно-західній частині країни, на теренах історичної португальської провінції Дору-Міню. Входить до складу округу Брага. За адміністративним поділом, чинним до 1976 року, терени парафії були складовою провінції Міню. Належить до Бразької архідіоцезії Католицької церкви. Патрон — Діва Марія. Площа — 8,8796 км². Населення — 5468 ос. (2011). Сильно урбанізований регіон. Густота населення — 615,79 осіб/км²
. Код — 030331.

## Населення
| Кількість мешканців | Кількість мешканців | Кількість мешканців | Кількість мешканців | Кількість мешканців | Кількість мешканців | Кількість мешканців | Кількість мешканців | Кількість мешканців | Кількість мешканців | Кількість мешканців | Кількість мешканців | Кількість мешканців | Кількість мешканців | Кількість мешканців |
| ------------------- | ------------------- | ------------------- | ------------------- | ------------------- | ------------------- | ------------------- | ------------------- | ------------------- | ------------------- | ------------------- | ------------------- | ------------------- | ------------------- | ------------------- |
| 1864                | 1878                | 1890                | 1900                | 1911                | 1920                | 1930                | 1940                | 1950                | 1960                | 1970                | 1981                | 1991                | 2001                | 2011                |
| 1 822               | 2 033               | 2 171               | 2 356               | 2 475               | 2 281               | 2 548               | 3 047               | 3 081               | 3 227               | 3 584               | 4 061               | 3 366               | 4 594               | 5 468               |